# كالفين بيج
كالفين بيج (بالإنجليزية: Calvin Paige)‏ هو سياسي أمريكي، ولد في 20 مايو 1848 بساوثبريدج في الولايات المتحدة، وتوفي بنفس المكان في 24 أبريل 1930. حزبياً، نشط في الحزب الجمهوري. انتخب عضو مجلس نواب ماساتشوستس وانتخب عضو مجلس النواب الأمريكي.